# Trialeurodes longispina
Trialeurodes longispina là một loài côn trùng cánh nửa trong họ Aleyrodidae, phân họ Aleyrodinae.
Trialeurodes longispina được Takahashi miêu tả khoa học đầu tiên năm 1943.